# St. Peter (Illinois)
St. Peter – wieś w Stanach Zjednoczonych, w stanie Illinois, w hrabstwie Fayette.